# Kırıkkale (provins)
Kırıkkale, är en provins i Turkiet omedelbart öster om Ankara. Den har totalt 328.461 invånare (2000) och en areal på 6056 km². Provinshuvudstad är Kırıkkale.